# Lâm Tây, Xích Phong
Lâm Tây (giản thể: 林西县; phồn thể: 林西縣; bính âm: Línxī Xiàn) là một huyện thuộc thành phố Xích Phong, khu tự trị Nội Mông, Trung Quốc. Lâm Tây cách đô thị trung tâm của Xích Phong 165 km về phía nam-đông nam.
Huyện Lâm Tây ở phía bắc tựa vào dãy Đại Hưng An Lĩnh, giáp với minh Xilin Gol, ở phía nam tách biệt với kỳ Ongniud qua sông Xar Moron, tây giáp kỳ Hexigten, đông giáp với kỳ Baarin Hữu.
Huyện Lâm Tây có địa hình thấp dần từ tây bắc về đông nam, cao độ tối đa là 1.879,2 mét, cao độ tối thiểu là 670 m. Huyện có khí hậu ôn đới lục địa gió mùa, nhiệt độ trung bình hàng năm 2,1 °C, số giờ nắng một năm là 2.900, lượng mưa 360–380 mm, thời gian sương giá 120 ngày. Có các tài nguyên khoáng sản như đồng, bạc, sắt, wolfram.
Quốc lộ 205 và quốc lộ 303 giao nhau trên địa bàn huyện.
Trấn
- trấn Lâm Tây (林西镇)
- trấn Quan Địa (官地镇)
- trấn Tân Thành Tử (新城子镇)
- trấn Tân Lâm (新林镇)
- trấn Ngũ Thập Gia Tử (五十家子镇)
- trấn Đại Tỉnh (大井镇)

Hương
| - hương Chiên Phố (毡铺乡) - hương Đại Doanh Tử (大营子乡) - hương Phồn Vinh (繁荣乡) - hương Tam Đoạn (三段乡) - hương Song Tỉnh Điếm (双井店乡) - hương Hạ Trường (下场乡) - hương Bản Thạch Phòng Tử (板石房子乡) | - hương Hưng Long Trang (兴隆庄乡) - hương Lão Phòng Thân (老房身乡) - hương Thập Nhị Thổ (十二吐乡) - hương Đông Bất Lãnh (冬不冷乡) - hương Đại Xuyên (大川乡) - hương Long Bình (隆平乡) - hương Thống Bố (统布乡) |